# Mati Klarwein
Mati Klarwein (Hambourg, 9 avril 1932 – Majorque, 7 mars 2002), est un illustrateur et un peintre contemporain allemand. Il est connu pour avoir illustré de nombreuses pochettes de disques.

## Biographie
Mati Klarwein naît à Hambourg, en Allemagne, le 9 avril 1932. Sa famille étant d'origine juive, elle s'installe en Palestine, alors sous mandat britannique, en 1934. À cette époque, il n'hésite pas à se faire appeler Abdul, en signe de rapprochement avec les Palestiniens. En 1948, après la formation de l'état d'Israël, sa famille s'installe à Paris. Le jeune Mati étudie avec Fernand Léger, après avoir suivi les cours de l'École des Beaux-Arts de Paris. Mati Klarwein voyage dans le sud de la France, notamment à Saint-Tropez, où il rencontre Ernst Fuchs. Dans les années 1950, Klarwein voyage avec Kitty Lillaz à travers le monde, au Tibet, en Inde, à Bali, en Afrique du Nord, en Turquie, en Europe et dans les Amériques. Il s'installe à New York dans les années 1960, où il rencontre Jimi Hendrix et de nombreux autres artistes de cette génération.
Mati Klarwein est mort le 7 mars 2002, à Deià, sur l'île espagnole de Majorque. 
Il est le père de quatre enfants, dont l'actrice Éléonore Klarwein.

## Son œuvre
Une grande partie de l'œuvre de Klarwein s'inspire du surréalisme et de la culture pop des années 1960-70. Ses œuvres reflètent aussi son intérêt pour l'orientalisme, le symbolisme, et le mouvement psychédélique. Il a travaillé avec de nombreux artistes de la scène musicale des années 1960 et 1970, illustrant de nombreuses pochettes de disques.

## Pochettes d'albums
- Aïyb Dieng/Bill Laswell - Rhythmagick (1997)
- Igor Kipnis/Neville Marriner - Bach: The Complete Concertos for Harpsichord and Orchestra (1971)
- Buddy Miles - Live (1971)
- Buddy Miles - Message to the People (1971)
- Buddy Miles Express - Hell and Back (1994)
- Earth, Wind and Fire - Last Days and Time (1972)
- Elements - Illumination (1987)
- Elements - Forward Motion (1990?)
- Eric Dolphy - Iron Man (1963)
- George Duke - Secret Rendezvous (1984)
- Gregg Allman - Laid Back (1973)
- Hermeto Pascoal y Grupo - Só Não Toca Quem Não Quer (Only If You Don't Want It) (1987)
- Howard Wales & Jerry Garcia - Hooteroll? (1971)
- Jackie McLean - Demon's Dance (1968?)
- Jam & Spoon (feat. Plavka) - Kaleidoscope (1997)
- Joe Beck - Beck (1975)
- Jon Hassell - Maarifa Street: Magic Realism 2 (2005)
- Jon Hassell - Magic Realism: Aka/Darbari/Java (1983)
- Jon Hassell - Fourth World vol. 2: Dream Theory in Malaya (1981)
- Jon Hassell - Earthquake Island (1978)
- Leonard Bernstein - Age of Anxiety (19??)
- Malcolm X - By Any Means Necessary (1971)
- Mark Egan - Mosaic (1985)
- Michael Shrieve - Two Doors (1996)
- Miles Davis - Bitches Brew (1970)
- Miles Davis - Live-Evil (1971)
- Osibisa - Heads (1972)
- Per Tjernberg & Mati Klarwein - No Man's Land (1997)
- Per Tjernberg - Universal Riddim (2000)
- Per Tjernberg - Universal Riddim 2 (2005)
- Reuben Wilson - Blue Mode (1970?)
- Santana - Abraxas (1970)
- Symphonic Slam - Symphonic Slam (1976)
- Tempest - Living in Fear (1974)
- The Chambers Brothers - New Generation (1970)
- The Last Poets - This Is Madness (1971)
- The Last Poets - Holy Terror (1994)
- The Maids of Gravity - The First Second (1996)
- The Mooney Suzuki - Alive & Amplified (2004)

## Sources
- Site officiel de Mati Klarwein
- La musique à l'œuvre chez Mati Klarwein, par Frederic Rossille (juin 2014)